# Montevideo Open 2023
Il Montevideo Open 2023 è un torneo di tennis giocato su campi in terra rossa. È la 3ª edizione dell'evento femminile facente parte dei tornei WTA 125 nell'ambito del WTA 125 2023. Si gioca presso il Carrasco Lawn Tennis Club di Montevideo, in Uruguay, dal 4 al 10 dicembre 2023.

## Partecipanti al singolare
| Nazione   | Giocatrice                 | Ranking | Testa di serie* |
| --------- | -------------------------- | ------- | --------------- |
| Francia   | Diane Parry                | 94      | 1               |
| Messico   | Renata Zarazúa             | 135     | 2               |
| Argentina | Martina Capurro Taborda    | 153     | 3               |
| Argentina | Julia Riera                | 163     | 4               |
| Argentina | María Carlé                | 175     | 5               |
| Romania   | Miriam Bulgaru             | 201     | 6               |
| Argentina | Solana Sierra              | 209     | 7               |
| Grecia    | Valentini Grammatikopoulou | 217     | 8               |

* Ranking al 27 novembre 2023.

### Altre partecipanti
Le seguenti giocatrici hanno ottenuto una wild card per il tabellone principale:
- Carolina Bohrer Martins
- Lucía de Santa Ana
- Taly Licht
- Juliana Rodríguez

La seguente giocatrice è entrata in tabellone utilizzando il ranking protetto:
- Polona Hercog

Le seguenti giocatrici sono passati dalle qualificazioni:
- Haley Giavara
- Gabriela Lee
- Varvara Lepchenko
- Anna Rogers

### Ritiri
Prima del torneo
- Irina-Camelia Begu → sostituita da  Despoina Papamichaīl
- Maja Chwalińska → sostituita da  Valerija Strachova
- Léolia Jeanjean → sostituita da  İpek Öz
- Elizabeth Mandlik → sostituita da  Leyre Romero Gormaz
- Petra Marčinko → sostituita da  Eva Vedder
- Carole Monnet → sostituita da  Ekaterine Gorgodze
- Jule Niemeier → sostituita da  Raveena Kingsley
- Laura Pigossi → sostituita da  Dar'ja Lodikova
- Iryna Šymanovič → sostituita da  Victoria Hu
- Panna Udvardy → sostituita da  Jamie Loeb

## Partecipanti al doppio

### Teste di serie
| Nazione     | Giocatrice           | Nazione     | Giocatrice         | Rank1 | Seed |
| ----------- | -------------------- | ----------- | ------------------ | ----- | ---- |
|             | Amina Anšba          | Stati Uniti | Quinn Gleason      | 199   | 1    |
| Grecia      | Despoina Papamichaīl | Ucraina     | Valerija Strachova | 215   | 2    |
| Germania    | Julia Lohoff         | Svizzera    | Conny Perrin       | 230   | 3    |
| Regno Unito | Freya Christie       | Colombia    | Yuliana Lizarazo   | 258   | 4    |

* Ranking al 27 novembre 2023.

### Altre partecipanti
La seguente coppia ha ricevuto una wild card per il tabellone principale:
- Lucía de Santa Ana /  Juliana Rodríguez

## Campioni

### Singolare
Renata Zarazúa ha sconfitto in finale  Diane Parry con il punteggio di 7-5, 3-6, 6-4.

### Doppio
María Carlé /  Julia Riera hanno sconfitto in finale  Freya Christie /  Yuliana Lizarazo con il punteggio di 7-6(5), 7-5.